# بوریسلاف
بوریسلاف (به اوکراینی: Борислав) شهری در استان لویو در کشور اوکراین واقع شده‌است. جمعیت این شهر ۳۲,۹۱۳ نفر (۲۰۲۱ تخمینی) است.

## نگارخانه

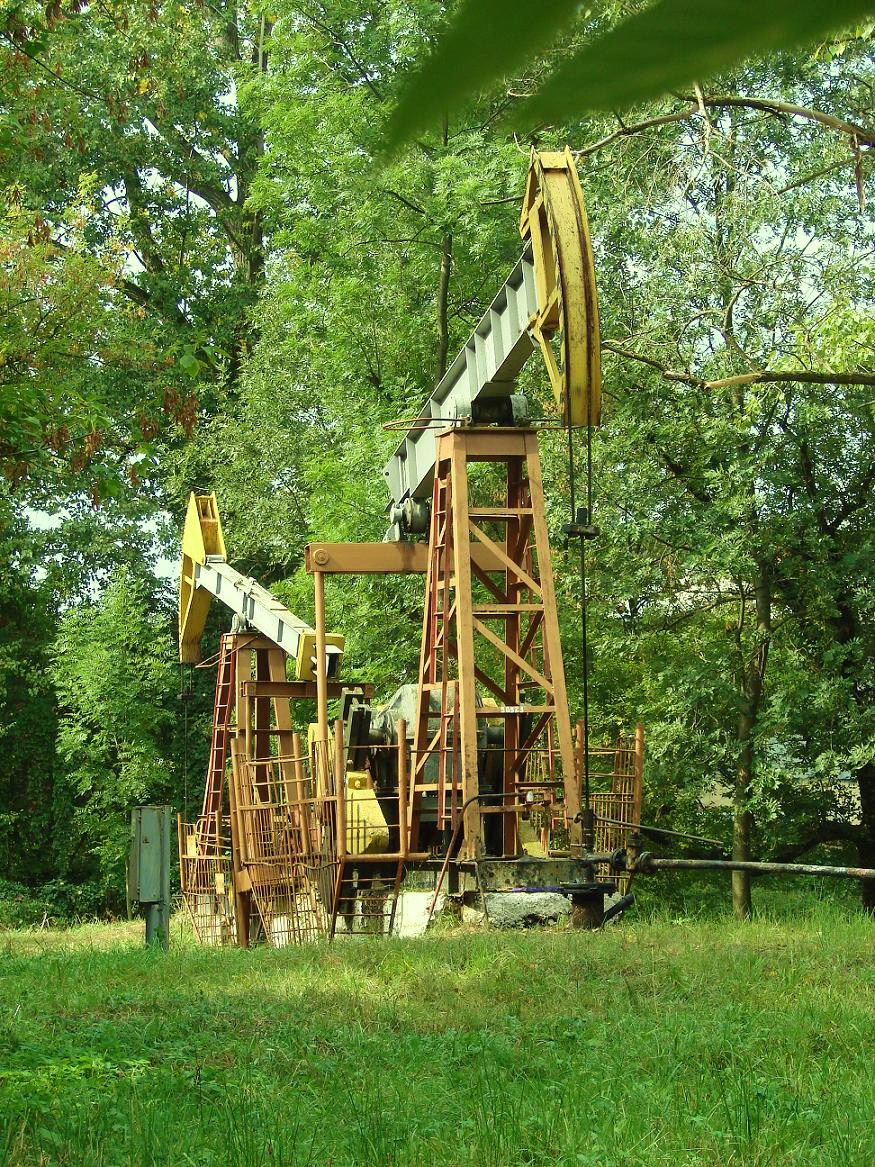
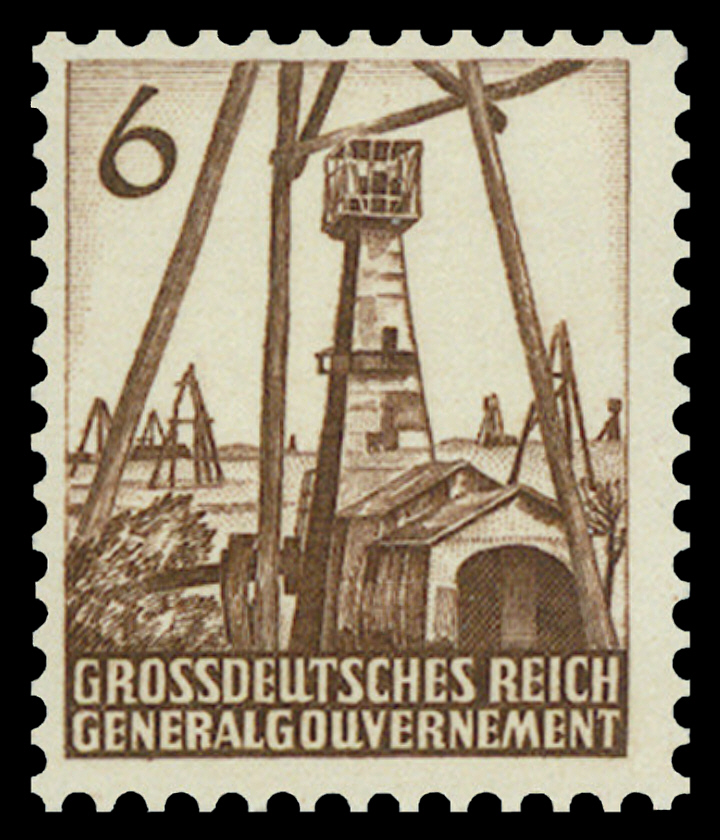
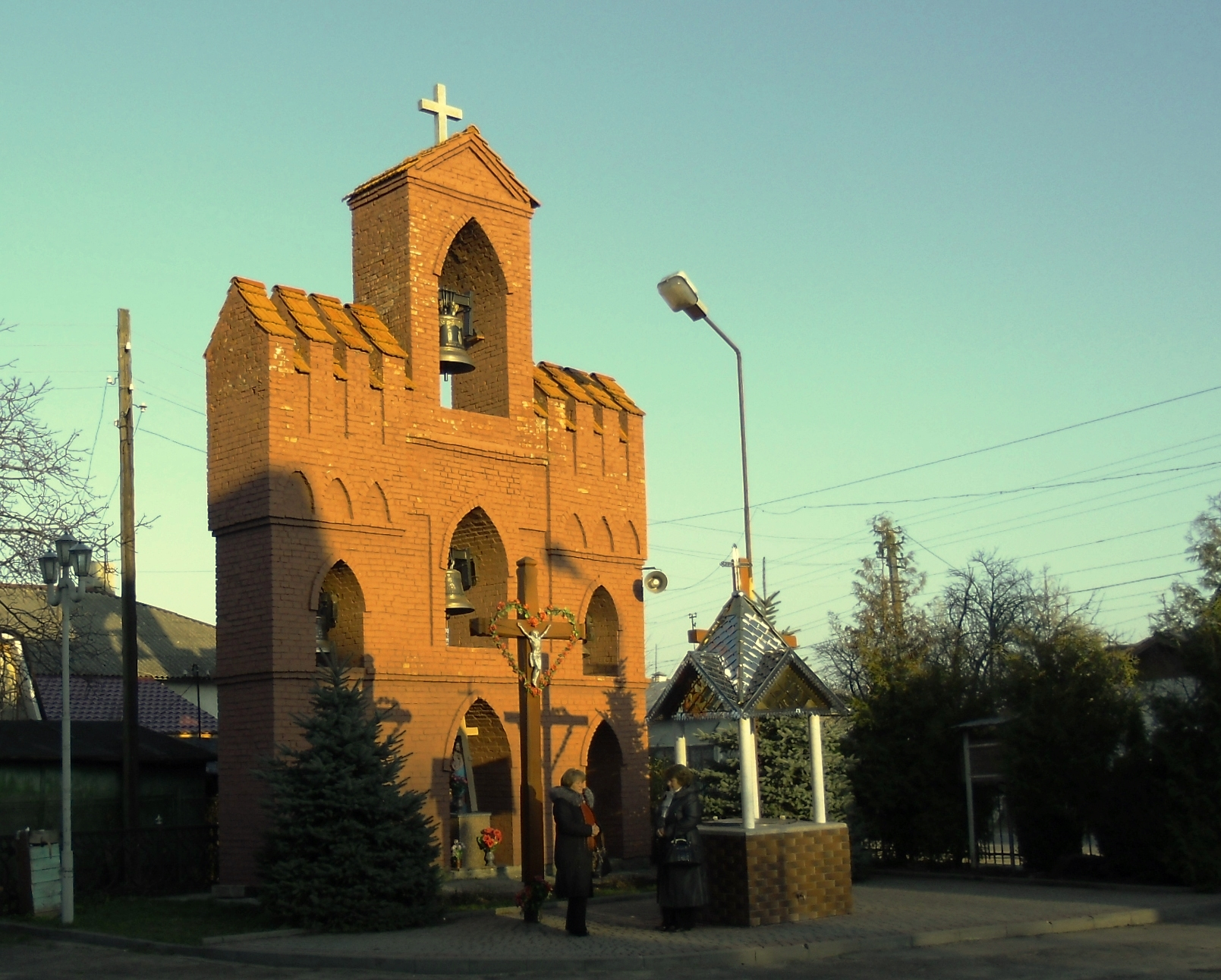
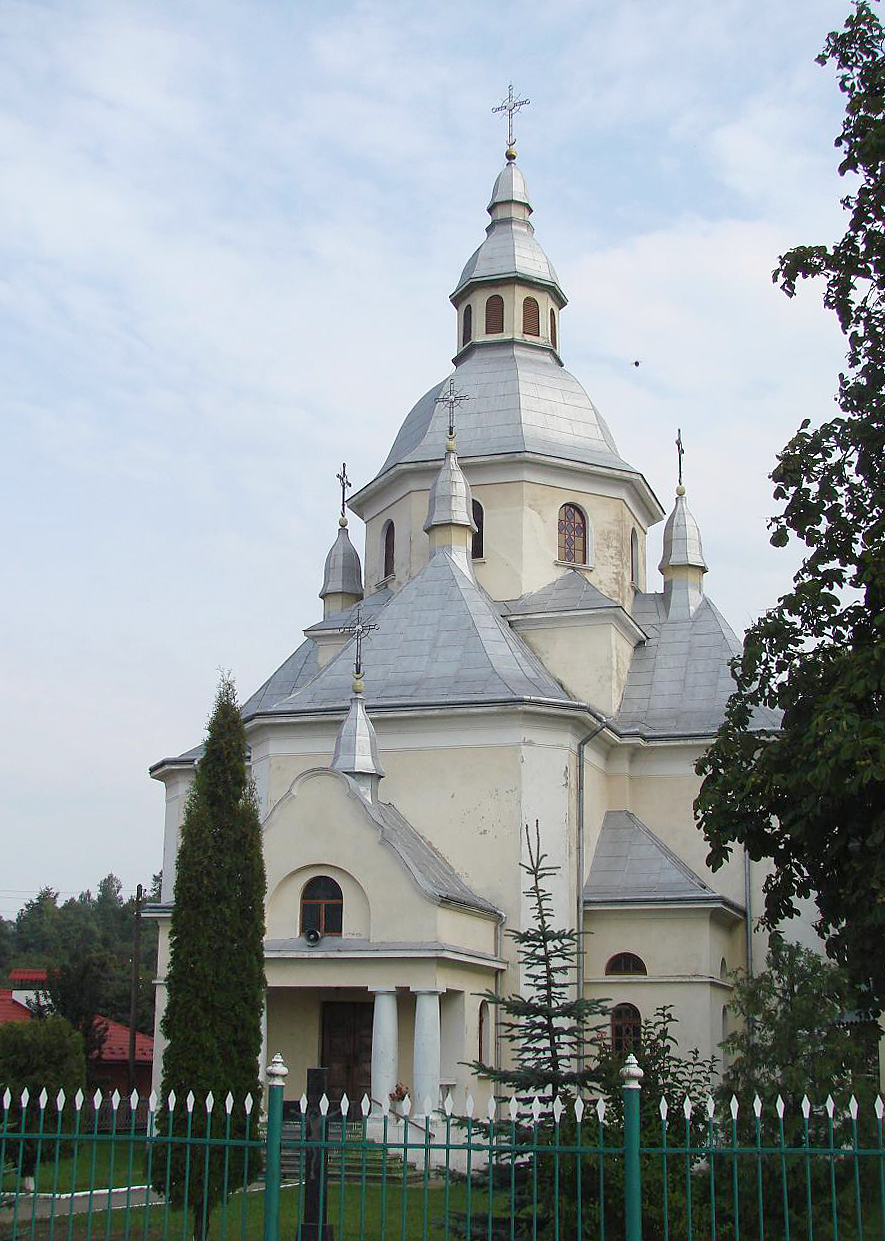
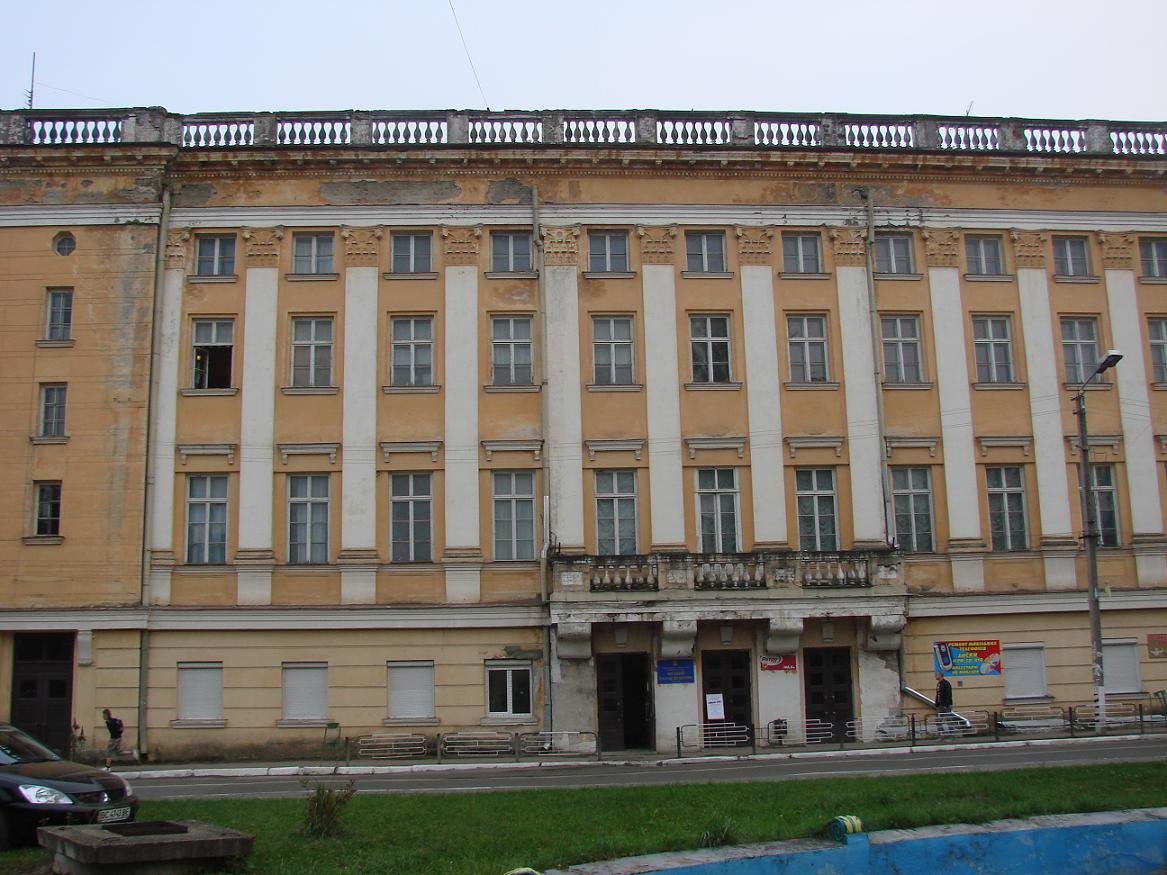
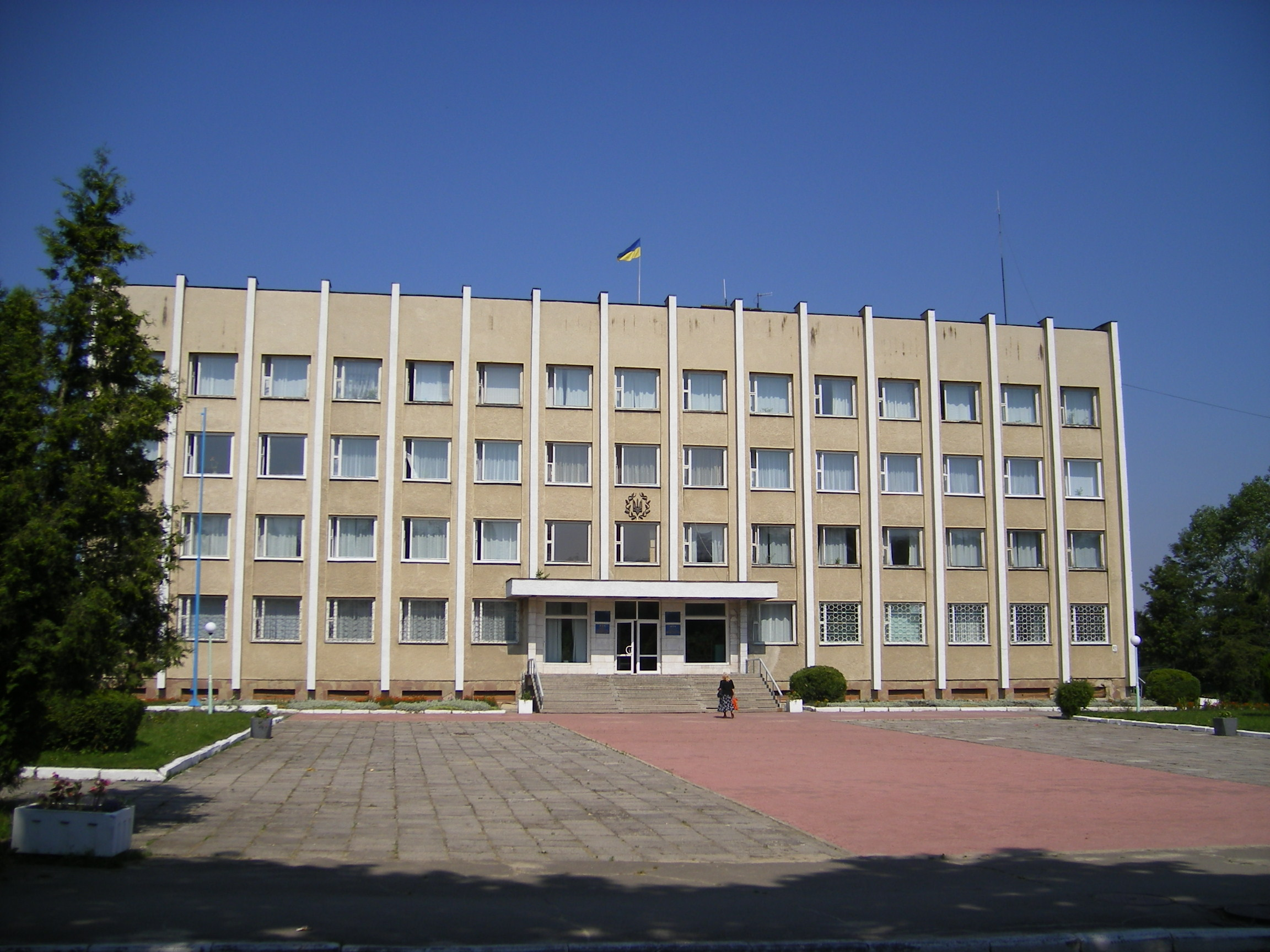
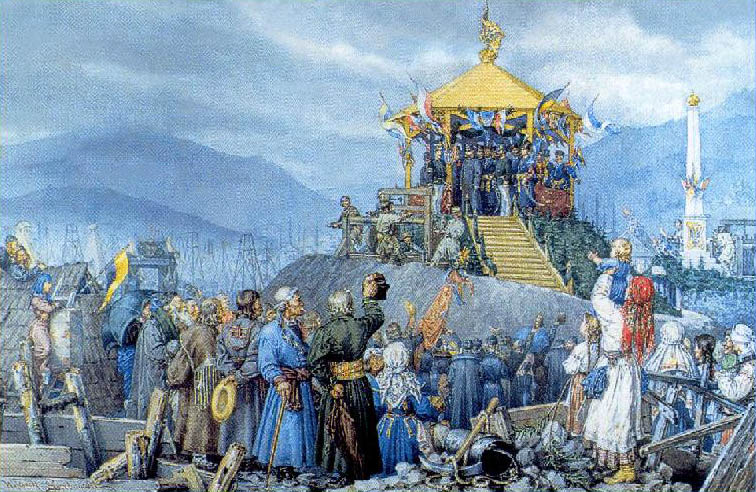